# Melanagromyza mayi
Melanagromyza mayi är en tvåvingeart som beskrevs av Spencer 1983. Melanagromyza mayi ingår i släktet Melanagromyza och familjen minerarflugor.
Artens utbredningsområde är Costa Rica. Inga underarter finns listade i Catalogue of Life.